# Amber Rudd
Pour les articles homonymes, voir Rudd.
Amber Rudd, née le 1er août 1963 à Londres, est une journaliste et femme politique britannique, membre du Parti conservateur.

## Biographie
Amber Rudd naît le 1er août 1963 à Londres, fille d'Ethne Fitzgerald et Tony Rudd, courtier en bourse. Son frère est Roland Rudd, chef en relations publiques et le président du groupe Business for New Europe.
Elle étudie au Cheltenham Ladies' College avant de poursuivre ses études en histoire à l'université d'Édimbourg où elle obtient un Master of Arts (licenciée ès arts).
Élue députée pour la circonscription d'Hastings and Rye dans le Sussex de l'Est en 2010, elle est réélue en 2015 et 2017. Elle est aussi, depuis 2015, l'une des conseillères privées de Sa Majesté.
En tant que secrétaire d'État à l'Énergie et au Changement climatique de 2015 à 2016, elle acquiert la réputation d'une eurosceptique modérée. Le 13 juillet 2016, la nouvelle Première ministre Theresa May la nomme secrétaire d'État à l'Intérieur du Royaume-Uni. Elle crée peu après une polémique en affirmant que le gouvernement pourrait obliger les entreprises à dévoiler combien de travailleurs étrangers elles emploient[réf. nécessaire].
Elle démissionne de ses fonctions le 29 avril 2018 à la suite du scandale dit de la « génération Windrush », relatif à la mauvaise gestion par le gouvernement des dossiers de 550 000 travailleurs venus des Antilles britanniques entre 1948 et 1973, à la demande du Royaume-Uni, pour participer au développement du pays après-guerre. Pour atteindre les quotas que la ministre lui avait fixés, le ministère avait renvoyé certains de ces étrangers, alors qu'ils avaient parfois deux générations de descendants en Grande-Bretagne. Parce qu'elle a nié cette politique du chiffre, Amber Rudd perd son poste.
Le 16 novembre 2018, après la démission d'Esther McVey, elle est nommée secrétaire d'État au Travail et aux Retraites, puis reconduite dans le gouvernement Johnson le 24 juillet 2019. Elle en démissionne 1 mois et demi plus tard, le 7 septembre 2019, en désaccord avec la stratégie de Boris Johnson sur le Brexit qui a conduit à l’exclusion du Parti conservateur de 21 députés.